# Jean Delagrive

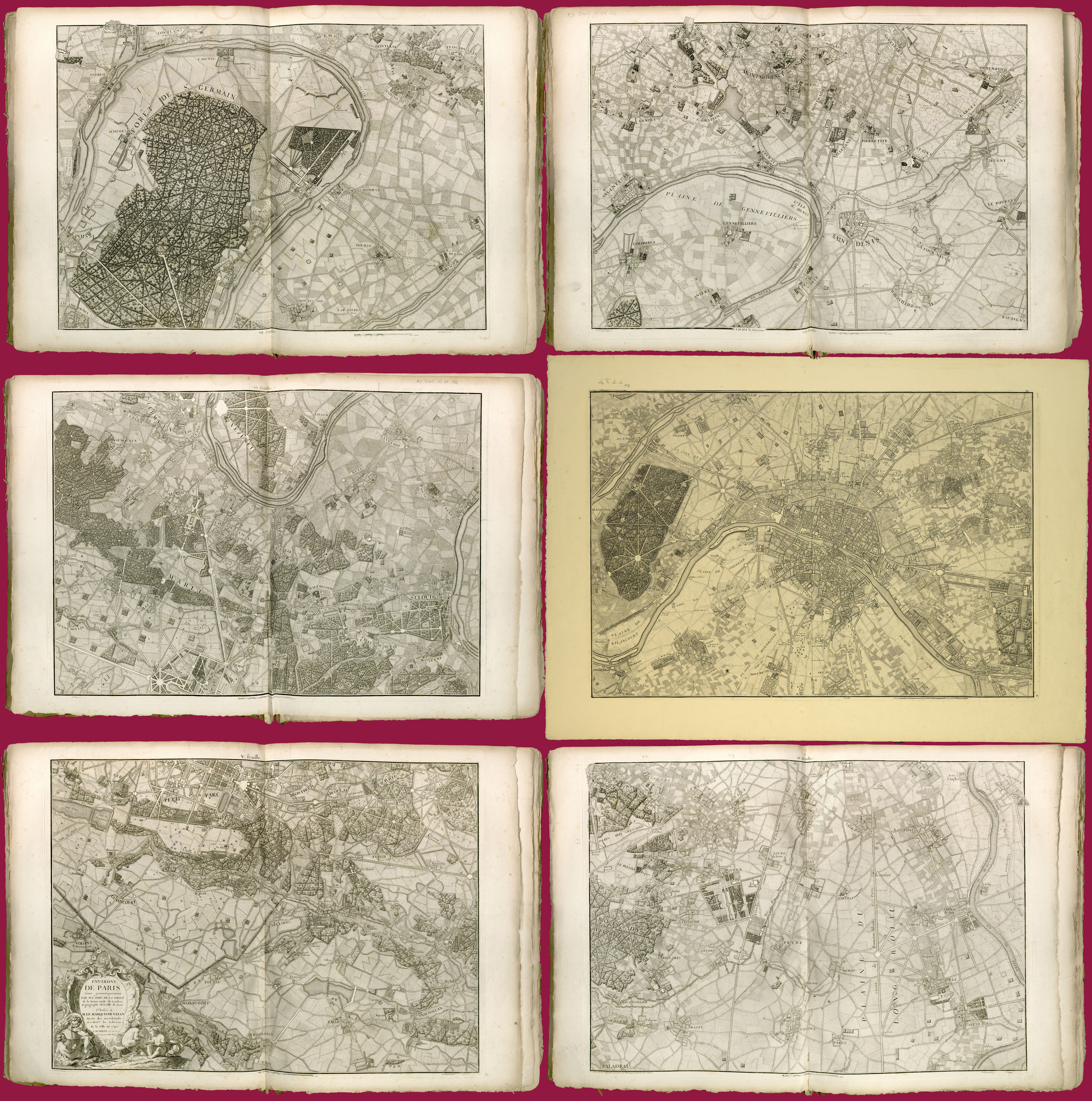
Kaart van Delagrive

Jean Delagrive (Sedan, 1689 - Parijs, 18 april 1757) was een Franse rooms-katholiek priester en cartograaf.

## Loopbaan
Delagrive trad in bij de lazaristen en gaf aanvankelijk lessen filosofie. Hij legde zich echter toe op de geometrie en de cartografie. Abbé Delagrive was lid van de Société des Arts (Parijs) en van de Royal Society (Londen).

### Kaart van Parijs
Hij vatte het plan op om een kaart te maken van de stad Parijs en haar buitenwijken (faubourgs). Gedurende bijna twee jaar deed hij opmetingen doorheen de stad met een meetlat, een lint en een kompas. Zijn Nouveau plan de Paris et de ces Faubourgs ("Nieuwe kaart van Parijs en haar buitenwijken") verscheen eind 1728. Het ging om 6 bladen gegraveerd door Louis Borde. Op een schaal van 1/4500 toonde deze plattegrond Parijs en haar ruime omgeving, georiënteerd op de meridiaan van het Observatorium van Parijs. Een vernieuwing was dat de voornaamste monumenten als plattegrond werden weergegeven; zo werden de pilaren en de zijkapellen van de kerken getoond. De kaart van Delagrive (plan de Delagrive) was geen opdracht van overheidswege en werd gefinancierd door voorinschrijvingen.

### Andere kaarten
In 1735 maakte Delagrive zijn plan bekend om een nog gedetailleerdere kaart van Parijs te maken waarop de individuele huizen en percelen zouden weergegeven worden. Hierop werd hij door de stad Parijs aangesteld als stedelijk geograaf. De opmetingen namen een aanvang in 1746 en in 1754 werd een eerste gedetailleerde kaart van het Île de la Cité uitgegeven. Het ging om een kaart op schaal 1/1300 gegraveerd door Bourgoin. Toen Delagrive in 1757 overleed waren de opmetingen bijna afgerond. Na zijn dood publiceerde zijn leerling Hugnin nog de kaart van de wijk Sainte-Geneviève (1757) en liet etsen maken voor een kaart van Île Saint-Louis en Île Louviers. Maar deze kaart werd nooit uitgegeven.